# Fort Hamilton Parkway (linea IND Culver)
Fort Hamilton Parkway è una fermata della metropolitana di New York, situata sulla linea IND Culver. Nel 2014 è stata utilizzata da 1 729 381 passeggeri.
È servita dalle linee F Sixth Avenue Local e G Brooklyn-Queens Crosstown Local, sempre attive.